# Đại án tham nhũng Phương Nam
Đại án tham nhũng Phương Nam là vụ Chủ tịch Hội đồng quản trị, kiêm Giám đốc Công ty Phương Nam Lâm Ngọc Khuân cho lập báo cáo tài chính khống để vay tiền ngân hàng, rồi chiếm đoạt. Sau đó, vào cuối năm 2011, ông Khuân và con gái là Lâm Ngọc Hân đã bỏ trốn sang Mỹ. Kết quả là Công ty đã thiếu nợ tại 8 ngân hàng. Vụ này được Ban Nội chính Trung ương xác định là 1 trong 10 vụ án tham nhũng lớn, cho nên có cái tên là Đại án tham nhũng Phương Nam.
Sau khi điều tra, ngày 30 tháng 6 năm 2014, Cơ quan Cảnh sát điều tra, Bộ Công an đề nghị truy tố 27 bị can liên quan đến vụ lừa đảo chiếm đoạt tài sản với số tiền lên đến hàng ngàn tỷ đồng, trong đó có 2 bị can là kế toán trưởng và phó giám đốc của Công ty bị đề nghị truy tố về tội danh lừa đảo chiếm đoạt tài sản với vai trò đồng phạm. Các bị can còn lại gồm 25 người là giám đốc chi nhánh và cán bộ của 5 ngân hàng: Ngân hàng TMCP Bưu điện Liên Việt (LienVietPostBank) - Sở Giao dịch Hậu Giang, Ngân hàng Phát triển Việt Nam (VDB), Ngân hàng TMCP Sài Gòn Thương Tín (Sacombank), Ngân hàng TMCP Ngoại thương Việt Nam (Vietcombank) Chi nhánh Sóc Trăng, Ngân hàng TMCP An Bình (ABBANK) Chi nhánh Bạc Liêu đều bị đề nghị truy tố về tội danh vi phạm các quy định về cho vay trong hoạt động của tổ chức tín dụng. Ba ngân hàng còn lại: Nông nghiệp và phát triển nông thôn Việt Nam chi nhánh Sóc Trăng, NH Công thương chi nhánh Sóc Trăng, NH Liên doanh Việt Thái, vì chưa đủ yếu tố khởi tố, nên tòa nên chuyển sang điều tra giai đoạn 2. Vụ bê bối này đã làm trên 2500 người mất việc.

## Tội phạm
Theo trang mạng của công ty trước đây, Phương Nam thành lập tháng 8/1998 với số vốn đầu tư 17 triệu USD (gần 360 tỷ đồng), tổng công suất năm 2010 đạt 11.000 tấn. Thị trường xuất khẩu chủ yếu của Phương Nam là Mỹ, Nhật, EU, Canada và Trung Đông. Trong đó Mỹ chiếm hơn 50%. Doanh thu năm 2010 của công ty này vào khoảng 120 triệu USD. Theo Hiệp hội Chế biến và Xuất khẩu Thủy sản Việt Nam (Vasep), đến năm 2011 Công ty Phương Nam có giá trị xuất khẩu đạt trên 74 triệu USD.
Trong hoạt động kinh doanh từ năm 2008 đến 30.9.2013, Công ty Phương Nam đã vay nợ tại các tổ chức tín dụng và thiếu nợ rất lớn; nợ càng ngày càng tăng và kết quả kinh doanh hằng năm đều lỗ nên mất khả năng thanh toán các khoản vay. Nhưng để kéo dài hoạt động cũng như có tiền sử dụng cho mục đích cá nhân, từ năm 2008 - 2010, ông Khuân đã chỉ đạo thuộc cấp thực hiện nhiều hành vi gian dối để vay được tiền của các NH. Cụ thể như lập báo cáo tài chính khống, kết quả kinh doanh hằng năm đều có lãi và nộp thuế đầy đủ, lập báo cáo nâng khống hàng tồn kho từ 123 tỷ đồng lên hơn 774 tỷ đồng để thế chấp cho 5 NH cùng một lúc, sau đó sử dụng vốn sai mục đích và chiếm đoạt sử dụng cá nhân. Ông Khuân được xác định chiếm đoạt của các ngân hàng 785 tỷ đồng. Cơ quan điều tra đang truy nã ông và con gái.

## Tái cơ cấu
Theo ông Trần Văn Trí, Phó Chủ tịch HĐQT mới của Công ty CP Thực phẩm Phương Nam, tổng nợ Ngân hàng của doanh nghiệp là 1.596 tỷ đồng. Sau khi góp vốn (Sacombank, LienVietPostBank và ABBank tham gia góp vốn, cụ thể trong 295 tỷ đồng vốn điều lệ, LienVietPostBank góp phần hơn 128,5 tỷ đồng, Sacombank gần 86,5 tỷ đồng và ABBank 80 tỷ đồng ) và xử lý các tài sản không tham gia sản xuất thì tổng nợ của Thủy sản Phương Nam còn 1.300 tỷ đồng. Các ngân hàng sẽ thực hiện khoanh nợ hoặc chưa thu nợ gốc, lãi trong vòng 5 năm. Tính tới ngày 1.2.2013, thủy sản Phương Nam duy trì được khoảng 850 công nhân, doanh thu năm 2012 đạt 10 triệu USD và đơn hàng còn lại khoảng 2 triệu USD.
Sáng 13.6.2013, Công ty Phương Nam họp báo công bố chủ mới, theo đó, vốn điều lệ là 295 tỷ đồng, Cty Cổ phần Dịch vụ Đất Việt ở TPHCM góp 62,43%; ông Trần Văn Trí (nguyên TGĐ Cty Cổ phần Thủy sản Bình An ở Cần Thơ) góp 34,57%; số vốn còn lại, dành cho cổ đông cũ. Chủ tịch HĐQT kiêm TGĐ và đại diện theo pháp luật của Cty là ông Nguyễn Minh Trí (Cty Cổ phần Dịch vụ Đất Việt). Cty Phương Nam từng là một trong 7 doanh nghiệp có kim ngạch xuất khẩu tôm lớn nhất nước. Công nhân lúc cao điểm lên đến 3.200 người (năm 2009), nay chỉ còn 650 người.
Ngày 18.10.2013, Ông Nguyễn Minh Trí, Chủ tịch kiêm Tổng giám đốc Phương Nam cho biết, sau gần 4 tháng tiến hành tái cấu trúc, hoạt động của công ty từng bước khôi phục trở lại. Theo đó, lũy kế kim ngạch xuất khẩu đến 30/9 đạt 10,1 triệu USD, tổng kim ngạch xuất khẩu cả năm ước 18 triệu USD, tăng gần 100% so với 2012.

## Vụ án

### Thiệt hại
Theo bản án, Công ty Phương Nam vay tiền để lại nợ cho 5 chi nhánh ngân hàng gần 825 tỷ đồng. Sau khi bán hàng hóa tồn trong kho tôm, được hơn 40,6 tỷ đồng, chia cho 5 chi nhánh ngân hàng, thiệt hại cho 5 chi nhánh ngân hàng còn gần 785 tỷ đồng.

### Bản án
Lâm Minh Mẫn (nguyên Kế toán trưởng) bị 14 năm tù, Trịnh Thị Hồng Phượng (nguyên Phó giám đốc Công ty Phương Nam) 12 năm tù, vì tội lừa đảo chiếm đoạt tài sản ở vai trò đồng phạm. Trong thời gian dài từ năm 2008-2012, ông Mẫn liên tiếp lập 19 báo cáo tài chính từ lỗ thành lãi. Bà Phượng đã ký ủy quyền, 2 báo cáo tài chính và cam kết hàng tồn kho tại KCN An Nghiệp chưa thế chấp cho ngân hàng nào do Mẫn soạn. Tòa xác định số nợ gốc mà các bị cáo này giúp ông Khuân vay của 5 ngân hàng là 638 tỷ đồng.
25 cán bộ của 5 ngân hàng Ngân hàng Phát triển Việt Nam, LienVietPostBank, ABBank, Sacombank và Vietcombank bị từ 2 đến 7 năm tù về các tội "vi phạm quy định về cho vay trong hoạt động của các tổ chức tín dụng", vi phạm các quy định về thẩm định hồ sơ vay vốn, thẩm định tài sản thế chấp, quản lý tài sản thế chấp… dẫn đến có cơ hội để người của Công ty Phương Nam gian lận vay số tiền lớn mà không có khả năng chi trả.